# Sapu Island
Sapu Island ist eine Binneninsel im Gambia-Fluss im westafrikanischen Staat Gambia.

## Geographie
Sapu Island liegt ungefähr zwölf Kilometer flussabwärts von Janjanbureh Island und liegt unmittelbar 150 Meter vor den Kai Hai Islands. Die flache, aus Schwemmland bestehende Insel ist ungefähr 1100 Meter lang und 340 Meter breit. Auf der linken Flussinsel ist ein ungefähr 90 Meter breiter Kanal.
Die Insel, in der Nähe des Ortes Brikama Ba gelegen, ist nicht bewohnt. Zahlreiche Vogelarten sind auf der Inselgruppe zu finden.